# 青森県道249号鶴泊停車場胡桃館線
青森県道249号鶴泊停車場胡桃館線（あおもりけんどう249ごう つるどまりていしゃじょうくるみだてせん）は、青森県北津軽郡鶴田町を通る一般県道である。

## 概要
鶴田町鶴泊のJR五能線鶴泊駅前で青森県道240号鶴泊停車場線から連続して同町胡桃舘で青森県道158号胡桃舘鶴田線に合流し、青森県道137号七ツ館板柳線交点で終点となる。

### 路線データ
- 起点 : 鶴泊停車場[1]
- 終点 : 七ツ館板柳線交点（北津軽郡鶴田町大字胡桃舘）[1]

## 歴史
- 1961年（昭和36年）2月10日 - 青森県道に認定される[1]

## 路線状況

### 重複区間
- 青森県道158号胡桃舘鶴田線（北津軽郡鶴田町大字胡桃舘 地内）

## 地理

### 交差する道路
- 青森県道240号鶴泊停車場線（北津軽郡鶴田町大字鶴泊、起点）
- 国道339号（北津軽郡鶴田町大字境）
- 青森県道158号胡桃舘鶴田線（北津軽郡鶴田町大字胡桃舘）
- 青森県道137号七ツ館板柳線（北津軽郡鶴田町大字胡桃舘、終点）

### 沿線の施設など
- JR五能線鶴泊駅
- 道の駅つるた
- 胡桃館文化センター
- 胡桃館郵便局